# 1-ميثيل 4-فينيل البيريدينيوم
1-ميتيل4-فينيل بيريدينيوم (MPP+) هو مركب عضوي موجب الشحنة مع الصيغة الكيميائية C12H12N+. و هو سم عصبي يعمل عن طريق التداخل في الفسفرة المؤكسدة في الميتوكوندريا عن طريق تثبيط المركب I, مما يؤدي إلى استنفاد الـ ATP وموت الخلايا في نهاية المطاف.
ينشأ MPP+ في الجسم باعتباره المستقلب السام لمركب MPTP وثيق الصلة. حيث يتم تحويل MPTP في الدماغ إلى MPP+ بواسطة إنزيم MAO-B, مما يؤدي في نهاية المطاف إلى حدوث مرض باركنسون في الرئيسيات عن طريق قتل بعض الخلايا العصبية المنتجة للدوبامين في المادة السوداء للدماغ. إن قدرة MPP+ على إحداث مرض باركنسون جعلت منه مركباً مهماً في أبحاث باركنسون منذ اكتشاف هذه الخاصية في عام 1983م.
تم استخدام ملح كلوريد MPP+ في السبعينيات كمبيد أعشاب تحت الاسم التجاري سايبركوات. على الرغم من أنه لم يعد يُستخدم كمبيد للأعشاب, فإن الباراكوات التناظري الهيكلي المرتبط ارتباطاً وثيقاً بالباراكوات لا يزال يستخدم على نطاق واسع, مما يثير بعض المخاوف المتعلقة بالسلامة.

## تاريخ
عُرف MPP+ منذ عشرينيات القرن الماضي على الأقل, حيث نُشر تركيب المركب في مجلة الكيمياء الألمانية عام 1923م. و مع ذلك, لم تكن آثاره السامة للأعصاب معروفة إلا بعد ذلك بوقت طويل, حيث تم نشر الورقة الأولى التي تحدد MPP+ بشكل قاطع على أنه سم يسبب مرض باركنسون في عام 1983م. جاءت هذه الورقة بعد سلسلة من حالات التسمم التي حدثت في سان خوسيه, كاليفورنيا في عام 1982م حيث كان مستخدمو نظير مركب بشكل غير قانوني من ميبيريدين يسعفون إلى غرف الطوارئ في المستشفى مع أعراض مرض باركنسون. نظراً لأن معظم المرضى كانوا من الشباب و كانوا يتمتعون بصحة جيدة و مرض باركنسون يميل إلى إصابة الأشخاص في سن أكبر بكثير, بدأ الباحثون في المستشفى بفحص المواد الأفيونية التي تم تصنيعها بشكل غير قانوني و التي تناولها المرضى. اكتشف الباحثون أن المواد الأفيونية كانت ملوثة بـ MPTP, وهو مقدمة بيولوجية لـمركب MPP+ السام للأعصاب. كان MPTP موجوداً في نظير ميبيريدين المركب بشكل غير قانوني كشوائب, و الذي كان له سابقة في حالة عام 1م976 التي تضمنت طالب دراسات عليا في الكيمياء يصنع ميبيريدين و يحقن المنتج الناتج في نفسه. أصيب الطالب بأعراض مرض باركنسون, و وجد أن منتجه المركب ملوث بشدة بمركب MPTP.
اكتشاف أن MPP+ يمكن أن يحفز مرض باركنسون بشكل موثوق و لا رجعة فيه في الثدييات, أعاد إشعال الاهتمام بأبحاث مرض باركنسون, التي كانت في السابق نائمة لعقود. بعد الإعلان, بيعت MPP + و MPTP في جميع الكتالوجات الكيميائية تقريباً, و عاودت الظهور بعد أشهر مع زيادة في الأسعار بمقدار 100 ضعف.

## الاصطناع

### في المعمل

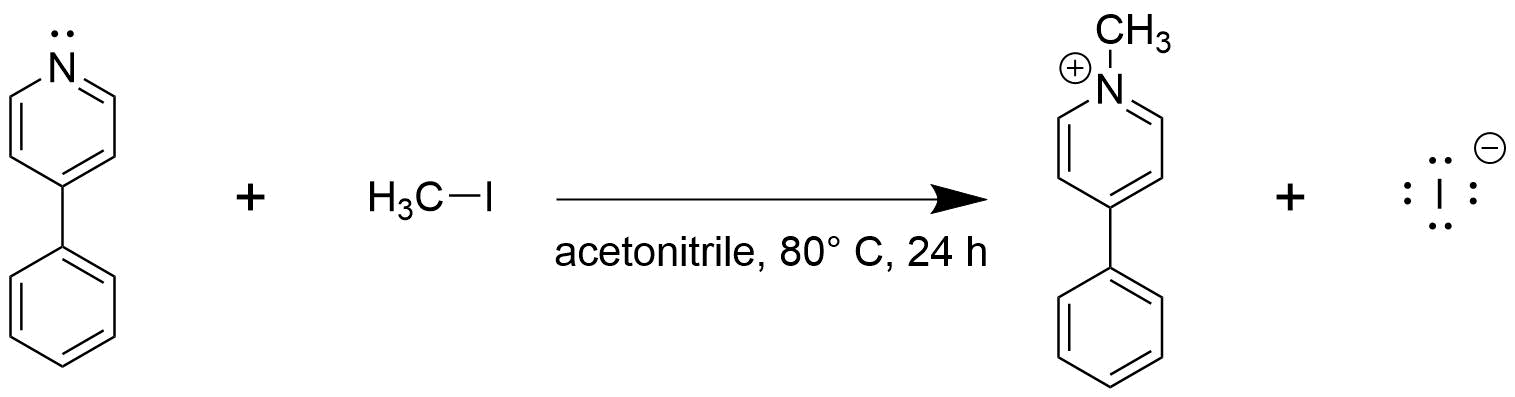
مخطط رد الفعل للاصطناع المخبري لـ MPP^{+}.

يمكن تصنيع MPP+ بسهولة في المختبر, حيث نشر Zhang و زملاؤه توليفة تمثيلية في عام 2017م. يتضمن الاصطناع تفاعل 4-فينيل بيريدين مع ميثيل يوديد في مذيب أسيتونيتريل عند الجزر لمدة 24 ساعة. يتم استخدام الغلاف الجوي الخامل لضمان عائد كمي. يتكون المنتج على هيئة ملح يوديد, ويستمر التفاعل عبر مسار S<sub id="mwXg">N</sub>2. يستخدم التوليف الصناعي لـ MPP+ للبيع كمبيد أعشاب سايبركوات كلوريد الميثيل كمصدر لمجموعة الميثيل.

### بيولوجياً
يتم إنتاج MPP+في الجسم الحي من سلائف MPTP. تتضمن العملية تأكسدين متتاليين للجزيء بواسطة أكسيداز أحادي الأمين B لتشكيل منتج MPP+ النهائي. تحدث عملية التمثيل الغذائي هذه في الغالب في الخلايا النجمية في الدماغ.

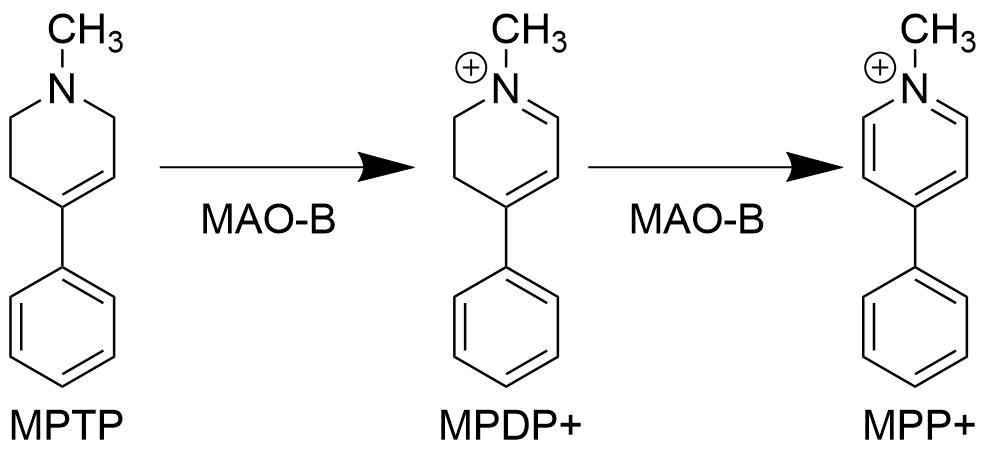
استقلاب MPTP إلى MPP ^{+} في الخلايا النجمية الدماغية.

## آلية السمية
يُظهر MPP+ سميته بشكل رئيسي من خلال تعزيز تكوين الجذور الحرة التفاعلية في الميتوكوندريا للخلايا العصبية الدوبامينية في المادة السوداء. يمكن لـ MPP+ سحب الإلكترونات من سلسلة نقل الإلكترون في الميتوكوندريا في المركب I ويتم تقليلها, في العملية لتشكيل أنواع أكسجين تفاعلية جذرية و التي تتسبب في مزيد من الضرر الخلوي المعمم. بالإضافة إلى ذلك, يؤدي التثبيط العام لسلسلة نقل الإلكترون في النهاية إلى توقف إنتاج ATP و الموت النهائي للخلايا العصبية الدوبامينية, و التي تظهر في النهاية سريرياً كأعراض لمرض باركنسون.
يظهر MPP+ أيضاً السمية عن طريق تثبيط تخليق الكاتيكولامينات, و تقليل مستويات الدوبامين و النورادرينالين القلبي, و تعطيل التيروزين هيدروكسيلاز.
آلية امتصاص MPP+ مهمة لسميتها. MPP+ المحقون كمحلول مائي في مجرى الدم لا يسبب أي أعراض لمرض باركنسون في الأشخاص الخاضعين للاختبار, لأن الجزيء عالي الشحنة غير قادر على الانتشار عبر الحاجز الدموي الدماغي. علاوة على ذلك, يُظهر MPP+ سمية قليلة للخلايا بخلاف الخلايا العصبية الدوبامينية, مما يشير إلى أن هذه الخلايا العصبية لها عملية فريدة من نوعها يمكنها من خلالها امتصاص الجزيء, نظراً لأنه عندما يتم شحنها, لا يمكن لـ MPP+ الانتشار بسهولة عبر الطبقة ثنائية الدهون التي تتكون منها الأغشية الخلوية.
على عكس MPP+, فإن سلفه البيولوجي الشائع MPTP هو مركب قابل للذوبان في الدهون و ينتشر بسهولة عبر الحاجز الدموي الدماغي. و مع ذلك, فإن MPTP نفسه ليس ساماً للخلايا, و يجب استقلابه إلى MPP + بواسطة MAO-B لإظهار لية يمكن تحفيزها فقط بواسطة MAO-B, و الخلايا التي تعبر عن أشكال أخرى من MAO لا تظهر أي إنتاج لـ MPP+. أظهرت الدراسات التي تم فيها تثبيط MAO-B بشكل انتقائي أن MPTP ليس له تأثير سام, مما يعزز الدور الحاسم لـ MAO-B في سمية MPTP و MPP+.
تظهر الدراسات التي أجريت على الجرذان و الفئران أن المركبات المختلفة, بما في ذلك النوبليتين, الفلافونويد الموجود في الحمضيات, يمكن أن تنقذ الخلايا العصبية الدوبامينية من التنكس الناجم عن العلاج باستخدام MPP+. الآلية المحددة للحماية لا تزال غير معروفة.

## الاستخدامات

### في البحث العلمي
يتم استخدام MPP+ و سلفه MPTP على نطاق واسع في النماذج الحيوانية لمرض باركنسون وذلك للحث على المرض بشكل لا رجعة فيه. يمكن تحقيق الانتقائية الممتازة و التحكم في الجرعة عن طريق حقن المركب مباشرة في أنواع من الخلايا ذات الأهمية. تستخدم معظم الدراسات الحديثة الفئران كنموذج, و يتم توجيه الكثير من الأبحاث لتحديد المركبات التي يمكن أن تخفف أو تعاكس تأثيرات MPP+. تشمل المركبات التي تمت دراستها بشكل شائع العديد من مثبطات MAO و مضادات الأكسدة العامة. في حين أن بعض هذه المركبات فعالة جداً في إيقاف التأثيرات السمية العصبية لـ MPP+, إلا أن هناك حاجة إلى مزيد من البحث لإثبات فعاليتها المحتملة في علاج مرض باركنسون سريرياً.
كان الكشف عن أن MPP+ يتسبب في موت الخلايا العصبية الدوبامينية و يؤدي في النهاية إلى ظهور أعراض مرض باركنسون حاسماً في إثبات نقص الدوبامين كعنصر أساسي لمرض باركنسون. استخدم كل من Levodopa أو L-DOPA بشكل شائع كدواء مضاد لمرض باركنسون بفضل النتائج الناتجة عن البحث باستخدام MPP+. هناك أدوية أخرى قيد التجربة لعلاج تطور المرض نفسه بالإضافة إلى الأعراض الحركية و غير الحركية المرتبطة بمرض باركنسون, مع استمرار استخدام MPP+ على نطاق واسع في التجارب المبكرة لاختبار الفعالية.

### كمبيد

لا يزال الباراكوات, و هو مبيد أعشاب مشابه هيكلياً لمبيد السايبرقوات, يستخدم على نطاق واسع في الزراعة. يُصوَّر الجزيء هنا على أنه ملح الكلوريد.

تم استخدام MPP+, الذي يباع على أنه ملح كلوريد تحت الاسم التجاري سايبركوات, لفترة وجيزة في السبعينيات كمبيد أعشاب لحماية المحاصيل من السعد المستدير, وهو عضو في جنس نباتات السعد. MPP+ كملح له سمية حادة أقل بكثير من سلفه MPTP بسبب عدم قدرة الأول على المرور عبر الحاجز الدموي الدماغي و الوصول في النهاية إلى الخلايا الوحيدة التي تسمح بامتصاصه, الخلايا العصبية الدوبامينية. في حين لم يعد سايبركوات يستخدم كمبيد للأعشاب, فإن مركباً وثيق الصلة يسمى الباراكوات . نظراً لأوجه التشابه الهيكلية, أثار البعض  مخاوف بشأن الاستخدام الفعال للباراكوات كمبيد أعشاب لمن يتعامل معه. و مع ذلك, فقد أظهرت الدراسات أن الباراكوات أقل سمية عصبية بكثير من MPP+, لأن الباراكوات لا يرتبط بالمركب I في سلسلة نقل الإلكترون في الميتوكوندريا, وبالتالي لا يمكن إدراك آثاره السامة.

## أمان
يُباع MPP+ عادةً على شكل ملح يوديد قابل للذوبان في الماء و هو مسحوق لونه أبيض تقريباً. البيانات السمية المحددة على المركب غير متوفرة إلى حد ما, ولكن أحد MSDS يقتبسالجرعة المميتة الوسطية LD50 من 29 ملغم / كغم عبر طريق داخل الصفاق و 22.3 ملغم / كغم عن طريق طريق التعرض تحت الجلد. تأتي كلتا القيمتين من اختبارات على الفأر.
MPP+ المصادفة في شكل الملح أقل سمية بكثير عن طريق الابتلاع و الاستنشاق و تعرض الجلد من سلائفها البيولوجية MPTP, بسبب عدم قدرة MPP+ على عبور الحاجز الدموي الدماغي و الانتشار بحرية عبر الأغشية الخلوية.
لا يوجد ترياق محدد لتسمم MPP+. ينصح الأطباء بمعالجة أعراض التعرض له.